# لئون بلک
لئون بلک (انگلیسی: Leon Black؛ زادهٔ ۱۹۵۱ (۷۳–۷۴ سال)) کارآفرین، بازرگان، سرمایه‌گذار، نیکوکار و مدیر ارشد اجرایی آمریکایی است، که در سال ۱۹۹۰ با مشارکت مارک روان، جاشوا هریس و آنتونی رسلر شرکت مدیریت آپولو را تأسیس نمود.